# Time and Time Again
Time and Time Again è una canzone dei Papa Roach, secondo singolo estratto dal loro album in studio Lovehatetragedy (2002).

## Video musicale
Il video, diretto da Samuel Bayer, mostra il cantante Jacoby Shaddix che intraprende una gara automobilistica clandestina mentre la canzone pulsa dalle casse della sua auto. Alcuni spezzoni del video sono stati usati per uno spot della bibita Pepsi nel 2002.
Esiste una seconda versione del video, destinata al pubblico inglese ed europeo: qui la band suona in una strada affollata dai fan mentre la polizia tenta di fermarli.

## Lista tracce
1. Time and Time Again
2. Singular Indestructible Droid (Live at the Mean Fiddler)
3. Time and Time Again (Live at the Mean Fiddler)

## Formazione
- Jacoby Shaddix - voce
- Jerry Horton - chitarra
- Tobin Esperance - basso
- Dave Buckner - batteria

## Posizioni in classifica
| Classifica                  | Posizione |
| --------------------------- | --------- |
| UK Singles chart            | 54        |
| U.S. Mainstream Rock Tracks | 26        |
| U.S. Modern Rock Tracks     | 33        |